# El Hamadia
El Hamadia (en arabe : الحمادية) est une ville algérienne située dans la wilaya de Bordj Bou Arreridj, au nord du pays.

## Géographie
La zone industrielle d'El Hamadia est située au lieu-dit Mechta Fatima situé à 5 km du chef-lieu de la daira d'El Hammadia. 

## Économie
Une nouvelle zone industrielle a été créée sur le site de Mechta Fatima. Elle est réalisée dans le cadre du programme complémentaire «Hauts-Plateaux» de l’État algérien des années 2000, dans le but de désengorger la zone industrielle de la ville de Bordj Bou Arréridj.